# Ödsgårdsmon
Ödsgårdsmon is een plaats in de gemeente Sollefteå in het landschap Ångermanland en de provincie Västernorrlands län in Zweden. De plaats heeft 57 inwoners (2005) en een oppervlakte van 17 hectare.